# Springfield, Virginia
Springfield är ett kommunfritt område i Fairfax County, Virginia, USA. Området utgör en förort till Washington D.C. Enligt folkräkningen från år 2000 bor 30 417 personer i området och områdets area är 25,4 kvadratkilometer (varav 0,1 kvadratkilometer är vattendrag). År 1950 bodde endast ca 1 000 personer i Springfield, men genom motorvägen Shirley Highway fick regionen ett starkt uppsving och många flyttade under denna tid in i området. Utvecklingen ledde till att skolan Robert E. Lee High School byggdes 1957. 1960 hade befolkningen ökat till drygt 10 000 och 1970 uppgick den till ca 25 000 totalt i norra och västra Springfield.

## Kända personer från Springfield
- Dave Grohl, trummis i Nirvana och sedan grundare till Foo Fighters.